# 清く正しく美しく (宝塚歌劇)
清く正しく美しく（きよくただしくうつくしく）は宝塚歌劇団の舞台作品。星・花組合同公演。
1974年3月23日から4月25日まで宝塚大劇場、6月2日から6月30日まで東京宝塚劇場で公演された。
形式名は「祝舞」。
併演作品は『虞美人』。

## 解説
※『宝塚歌劇100年史（舞台編）』の宝塚大劇場公演を参照。
小林一三によって「清く正しく美しく」と書かれた白扇が飾られた舞台。宝塚創立60周年を記念する祝舞。

## スタッフ（宝塚大劇場のデータ）
- 構成・演出：白井鐡造[1]
- 振付：花柳寿楽[1]
- 音楽：吉崎憲治[1]
- 音楽指揮・合唱指導：十時一夫[1]

## 主な出演者（宝塚大劇場のデータ）
- 舞：天津乙女[1]
- 歌手：衣通月子[1]、藻刈乙江[1]